# Magija tjornaja i belaja
Magija tjornaja i belaja (russisk: Магия чёрная и белая) er en sovjetisk spillefilm fra 1983 af Naum Birman.

## Medvirkende
- Pavel Plisov som Seva Kukhtin
- Anton Granat som Vitja Jelkhov
- Margarita Ivanova som Elvira Sabonite
- Aleksandr Lenkov som Valentin Dmitrijevitj
- Marianna Kazjonnaja som Zojka Furtitjeva